# Startropics
Startropics är ett äventyrsspel till NES från Nintendo som utkom i USA 1990 och i Europa den 20 augusti 1992. Spelet utspelar sig i Söderhavsregionen. Spelet handlar om basebollspelaren Mike Jones som skall åka till Söderhavet på semester. Där skall han träffa sin farbror "Dr. Steve Jones". Då Mike kommer fram är hans farbror försvunnen. Man ser spelscenerna ungefär som i det första Zeldaspelet, det vill säga snett uppifrån. 1994 kom uppföljaren Zoda's Revenge: StarTropics II.

### Fotnoter
1. ↑  Calderon, Anthony. The Nintendo Development Structure Arkiverad 23 mars 2008 hämtat från the Wayback Machine. N-Sider Läst 13 augusti 2008
2. 1 2 3 4  ”N-Sider.com: StarTropics”. N-Sider. Arkiverad från originalet den 28 oktober 2007. https://web.archive.org/web/20071028082104/http://www.n-sider.com/gameview.php?gameid=234&view=credits. Läst 6 juni 2007.